# Antonio Pagani
Antonio Pagani (ur. 1526 w Wenecji, zm. 4 stycznia 1589 w Vicenzy) – włoski duchowny katolicki, franciszkanin, profesor, Czcigodny Sługa Boży, założyciel Stowarzyszenia Pokornych Sióstr Córek Maryi Niepokalanej.
Otwarcie procesu informacyjnego nastąpiło 3 sierpnia 1615, apostolskiego 3 czerwca 1626, a potem wznowienie procesu apostolskiego inaugurowano 9 listopada 1874. Dekret o heroiczności jego cnót ogłoszono 22 czerwca 2023. Postulatorem był ojciec Giovangiuseppe Califano (kapucyn).